# Bob Windle
Robert George „Bob” Windle (ur. 7 listopada 1944 w Sydney) – australijski pływak, wielokrotny medalista olimpijski.
Specjalizował się w stylu dowolnym. Brał udział w dwóch igrzyskach (IO 64, IO 68), na obu zdobywał medale. W 1964 zwyciężył na dystansie 1500 metrów stylem dowolnym i był trzeci w kraulowej sztafecie. W 1968 wywalczył dwa krążki w sztafetach. W 1962 i 1966 sięgał po medale na igrzyskach Imperium Brytyjskiego i Wspólnoty Brytyjskiej. Pobił pięć rekordów świata, jedenaście razy zdobywał tytuł mistrza Australii na dystansach w stylu dowolnym.
W 1990 został przyjęty do International Swimming Hall of Fame.